# Pyramid Mountain (Viktorialand)
Der Pyramid Mountain ist ein 2120 m hoher, pyramidenförmiger Berg im ostantarktischen Viktorialand. Er ragt zwischen dem Turnabout Valley und den Beacon Heights in den Quartermain Mountains auf. 
Der Berg ist erstmals in Karten verzeichnet, die im Zuge der Terra-Nova-Expedition (1910–1913) unter der Leitung des britischen Polarforschers Robert Falcon Scott erstellt wurden. Es gilt jedoch als nahezu gesichert, dass der Berg bereits während Scotts Discovery-Expedition (1901–1904) gesichtet wurde. Verwechslungsgefahr besteht mit dem Pyramid Mountain in den weiter südlich liegenden Churchill Mountains.